# Patiala House
Patiala House è un film del 2011 diretto da Nikhil Advani.

## Trama
Una famiglia indiana si scontra con la piaga del razzismo. Il figlio più grande, bravissimo giocatore di cricket, viene chiamato a giocare per la nazionale inglese. Il padre del ragazzo proibisce ciò e questo 15 anni dopo porta a trovare una famiglia che ha paura a voler esaudire le proprie aspirazioni per non andare contro questo padre/protettore. Ma la vita alle volte offre una seconda opportunità e tutto cambierà.